# غيرسون شيوتهول
غيرسون شيوتهول (بالهولندية: Gerson Sheotahul)‏ (19 أبريل 1987 بأمستردام في هولندا - ) هو لاعب كرة قدم هولندي في مركز الهجوم. لعب مع أياكس أمستردام وفيلم تو تيلبورغ ونادي فولندام ونادي تلستار ‏ وIJsselmeervogels ‏ وIraklis Psachna F.C. ‏.

## روابط خارجية
- غيرسون شيوتهول على موقع قاعدة بيانات كرة القدم.إي يو (الإنجليزية)
- غيرسون شيوتهول على موقع Soccerway.com (الإنجليزية)